# إدوارد جود
إدوارد جود (بالإنجليزية: Edward Judd)‏ هو ممثل بريطاني، ولد في 4 أكتوبر 1932 في الصين، وتوفي في 24 فبراير 2009 في المملكة المتحدة.

## وصلات خارجية
- إدوارد جود على موقع IMDb (الإنجليزية)
- إدوارد جود على موقع الموسوعة البريطانية (الإنجليزية)
- إدوارد جود على موقع ألو سيني (الفرنسية)
- إدوارد جود على موقع أول موفي (الإنجليزية)
- إدوارد جود على موقع قاعدة بيانات الأفلام السويدية (السويدية)
- إدوارد جود على موقع إن إن دي بي (الإنجليزية)
- إدوارد جود على موقع قاعدة بيانات الفيلم (الإنجليزية)
- إدوارد جود على موقع كينوبويسك (الروسية)